# Бумажный, Ефим Осипович
Ефим Осипович Бумажный (парт. псевдоним Ефимов) (р.1894 в местечке Богополь Подольской губернии (ныне район города  Первомайска Николаевской области Украины) — ум. после 1967, Москва) — советский партийный и профсоюзный деятель. В 1922—1923 ответственный секретарь Брянского губкома РКП(б). С 1923 по 1925 член Центральной Контрольной Комиссии РКП(б).

## Биография
Сын служащего. Революционную работу начал в 1915—16 в Москве, по поступлении в Коммерческий институт, в студенческих организациях и среди большевистских групп рабочих.
В РСДРП вступил в феврале 1917. В марте 1917 был командирован Московским комитетом в Орехово-Зуево для создания парторганизации и Совета рабочих депутатов.
Участвовал от Московской губернии в VII (Апрельской) Всероссийской партконференции и 1-м Съезде Советов 1917. Принимал активное участие в Октябрьской революции.
В 1918 член коллегии Наркомтруда, в 1919 — член Уралбюро ЦК РКП(б) и председатель Реввоенсовета 1-й трудовой армии, в 1920 году секретарь Уралбюро ЦК партии, затем работал в Главполитпути и секретарем Цектрана.
В 1921 уполномоченный ВЦСПС на Юго-Востоке (Ростов-на-Дону), затем член президиума ВСНХ и Госплана. Во время профсоюзной дискуссии примыкал к платформе Троцкого.
В 1922—1923 ответственный секретарь Брянского губкома РКП(б). В 1923-1924 зав. секцией в наркомате РКИ. В 1924—1925 заведующий отделом агитации и пропаганды, член секретариата МК ВКП(б). С июля 1926 по май 1928 года заместитель заведующего Отделом печати ЦК ВКП(б).
С 1930 года — персональный пенсионер.
Член Центральной контрольной комиссии РКП(б) (1923—1925). Делегат X Всероссийского съезда Советов (1922).
Умер после 1967 г.